# Afghanische Küche

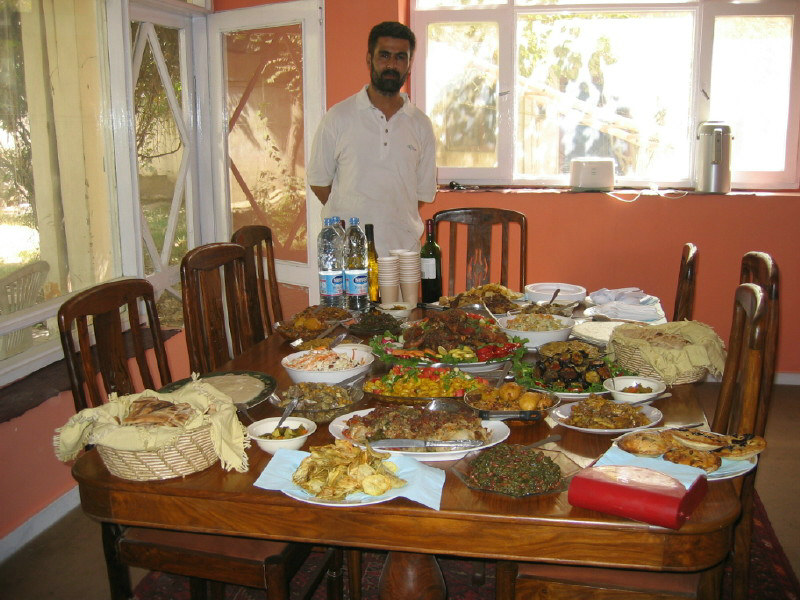
Afghanisches Essen

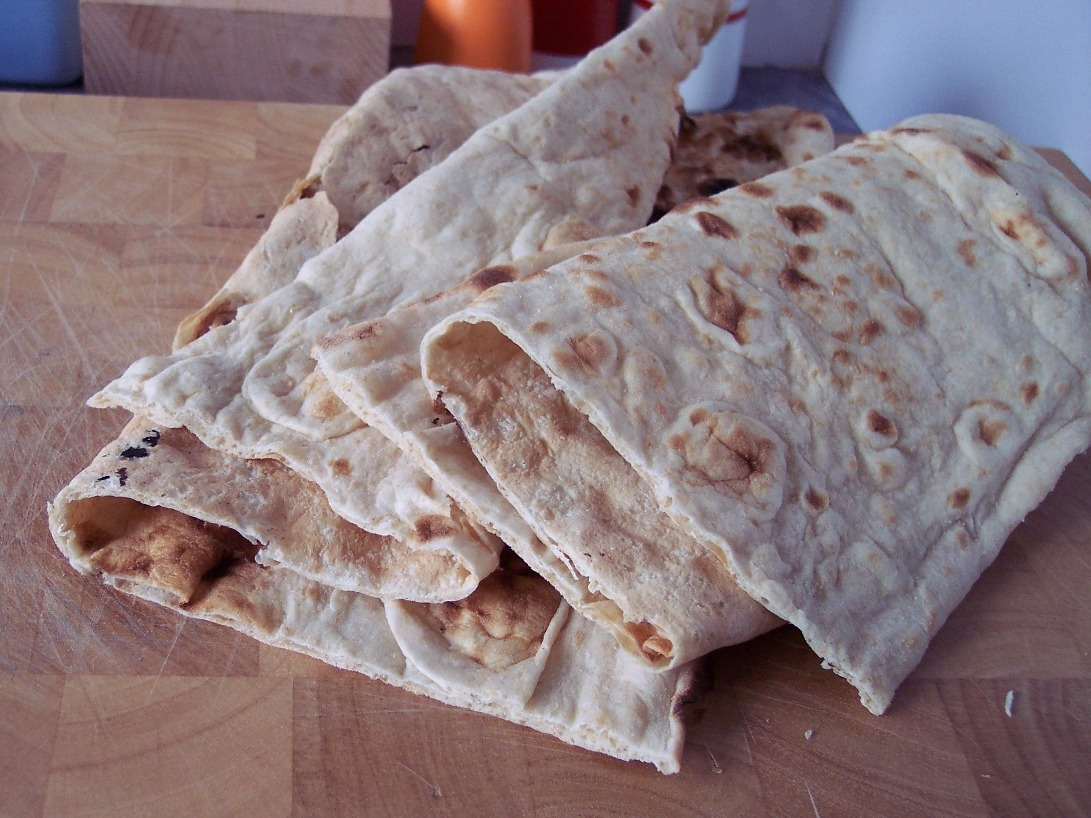
Afghanisches Fladenbrot

Die afghanische Küche ist die Landesküche Afghanistans. Die Küche des Landes wurde im Laufe der Geschichte auf Grund seiner geografischen Lage an der Seidenstraße von den Küchen anderer Regionen beeinflusst, unter anderem von der persischen und der indischen Küche. Ähnlichkeiten bestehen zudem mit den Küchen Zentralasiens und der türkischen Küche. Es gibt auch Unterschiede zwischen den Küchen der verschiedenen ethnischen Gruppen in Afghanistan.

## Esskultur
Traditionell werden die Speisen in Afghanistan auf einem Tuch auf dem Boden ausgebreitet, um das sich die Essenden platzieren und die Speisen mit der rechten Hand essen.

## Gerichte
Das wichtigste Grundnahrungsmittel ist Brot, hergestellt vor allem aus Weizenmehl als Nan oder als Chapati. Häufig bildet es zusammen mit Tee bereits eine komplette Mahlzeit. Es ist jedoch auch eine häufige Beilage zu Hauptgerichten, vor allem zu Suppen wie dem Bohneneintopf Mushawa. Ebenfalls sehr große Bedeutung hat Reis. Aus langkörnigem Reis werden verschiedene Pilaws zubereitet, darunter qabuli pulau, das Nationalgericht des Landes. Der Beilagenreis heißt chalau, kurzkörniger klebriger Reis bata. Es gibt auch verschiedene Reisdesserts wie Milchreis. Außerdem werden Nudelgerichte zubereitet. Als Zwischenmahlzeit werden häufig gefüllte Gebäckstücke gegessen und auch von Straßenverkäufern angeboten.
Die bevorzugte Fleischsorte ist Lammfleisch, ansonsten werden Ziege, Rindfleisch, Kamelfleisch, Geflügel und Wildbret häufig gegessen. Schweinefleisch ist im Islam tabu. Lamm wird häufig zu Kebab verarbeitet. Eine Spezialität ist dopyasa, eine Kebabvariante, für die das Fett von Fettschwanzschafen verwendet wird. Fisch spielt als Nahrungsquelle eine untergeordnete Rolle.
Das wichtigste Milchprodukt ist Joghurt, der in der Küche oft verwendet wird. Eine daraus zubereitete cremige Masse heißt tschaka, die mitunter zu Kugeln geformt und getrocknet wird, welche dann quroot genannt werden. Panir ist Käse. Ein typisches Frühlingsgericht ist kischmish panir; es besteht aus Panir und roten Weintrauben. Ein anderes Milchprodukt ist Kaymak (qymak). Es kann zusammen mit Nan das Frühstück bilden.
Desserts, Süßspeisen und Kuchen sind in Afghanistan ein seltener Luxus und besonderen Gelegenheiten vorbehalten. Am häufigsten zubereitet werden Puddings auf Milchbasis wie Firni und süße Reisspeisen. Halva und Jalebi sind Süßspeisen, die auch in anderen Ländern der Region verbreitet sind. Ein spezielles Gebäck in Form von Elefantenohren heißt gusch-e fil. Eine besondere afghanische Süßigkeit wird abrayshum kebeb (Seidenkebab) genannt und besteht aus roher Eimasse, die zu Fäden gezogen und um einen Stab gewickelt und anschließend mit Sirup und Pistazien bedeckt wird. Zum Fest des islamischen Neujahrs wird eine Süßspeise aus Trockenfrüchten und Nüssen (haft mewa) gegessen.
Den Abschluss einer Mahlzeit bildet oft Obst, am häufigsten Trauben und Melonen. Das wichtigste Getränk ist Tee, entweder Grüner Tee oder Schwarzer Tee. Oft wird er mit Kardamom gewürzt, dazu werden gezuckerte Mandeln (noql, ein Konfekt aus Zuckersirup, Gewürzen und Mandelkernen) gegessen. Es gibt zahlreiche öffentliche Teehäuser, in denen Tee im Samowar zubereitet wird. Oft gibt es dazu auch kleine Mahlzeiten. Zu besonderen Anlässen gibt es qymaq chai; hierfür werden grünem Tee Natron und Milch zugesetzt, so dass er eine leuchtend rote Farbe erhält. Zum Schluss kommt kaymak hinzu.